# Alan John Dixon
Pour les articles homonymes, voir John Dixon et Dixon.
Alan John Dixon, né le 7 juillet 1927 à Belleville dans l'Illinois, États-Unis, et mort le 6 juillet 2014 à Fairview Heights, la veille de ses 87 ans, est un avocat et homme politique américain, membre du parti démocrate et sénateur de l'Illinois de 1981 à 1993.